# Ashton upon Mersey
Ashton upon Mersey – dzielnica miasta Sale, w Anglii, w hrabstwie Wielki Manchester, w dystrykcie Trafford. Leży 1,5 km od centrum miasta Sale, 8,3 km od miasta Manchester i 261,9 km od Londynu. W 2011 roku dzielnica liczyła 9693 mieszkańców.